# Laura Totenhagen

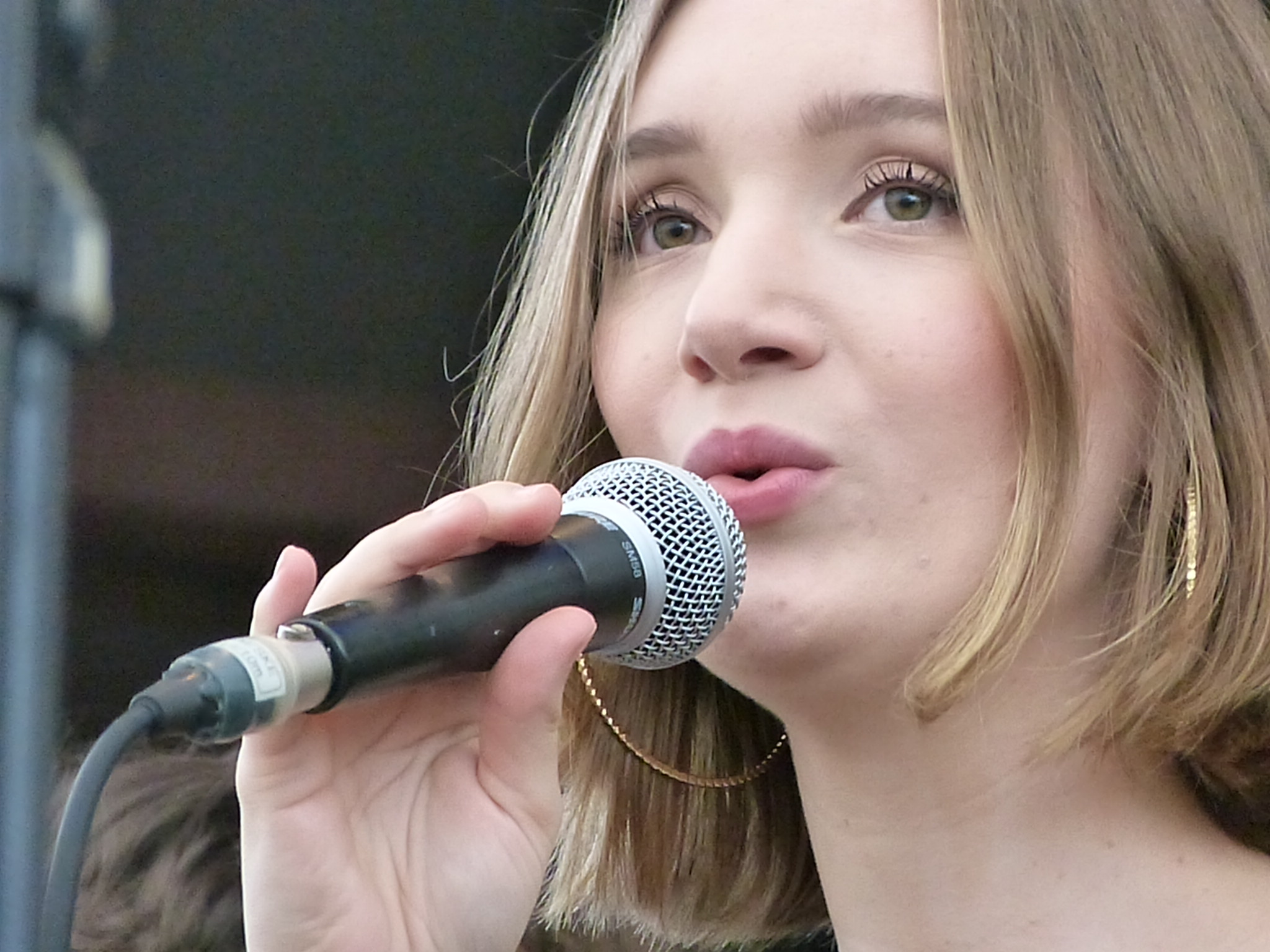
Laura Totenagen 2017 tijdens het KLAENG-Sommerfestival in Keulen

Laura Totenhagen (1992) is een Duitse jazzzangeres, klassiek hoboïste en componiste.

## Biografie
Totenhagen, die in Keulen en Erftstadt opgroeide, ontdekte op haar elfde de hobo. Ze was studente bij Christian Wetzel en lid van het Bundesjugendorchester, waarmee ze in Europa toerde. Later raakte ze geïnteresseerd in jazz en ging ze zich richten op het zingen. Ze studeerde jazzzang aan de Hochschule für Musik und Tanz Köln. Ze was soliste bij plaatopnames van het Bundesjazzorchester onder leiding van Niels Klein (Grove and the Abstract Truth, 2016) en toerde met dit orkest. Met haar trio (met Felix Hauptmann, Stefan Schönegg en Leif Berger) maakte ze het album Foliage (Toy Piano,  2017). Ze zingt met de zangeressen Veronika Morscher, Sabeth Pérez en Rebekka Ziegler in de a capella-groep Of Cabbages and Kings. Ze heeft een duo met gitarist Bertram Burkert en zingt in het STEGREIF.orchester.

## Prijzen en onderscheidingen
Totenhagen kreeg de Jungen Kulturpreis en een Sparda Jazz Award.